# 中村家住宅 (豊川市)
中村家住宅（なかむらけじゅうたく）は、愛知県豊川市篠束町大堀63-1にある邸宅。主屋が登録有形文化財。

## 歴史
伊那街道（伊奈街道）に面する農家である。中村庄三郎が23歳で分家したことを契機として、天保14年（1843年）に建てられた。棟梁は篠束神社本殿などを手掛けた伊奈村の井澤庄十。
大正時代頃には地下に桑の貯蔵場が設けられた。1928年（昭和3年）頃には最西列の3室が増築された。
2022年（令和4年）2月17日、主屋が登録有形文化財に登録された。

## 建築
西側には3列9室があり、南西に床付座敷がある。東側は土間であり、地下には桑の貯蔵場が設けられている。